# Elliot Green
Elliot Green (sinh ngày 5 tháng 10 năm 1993) là một cầu thủ bóng đá người Anh thi đấu ở vị trí hậu vệ cho Adelaide City.

## Sự nghiệp
Green bắt đầu sự nghiệp ở đội bóng địa phương Lincoln City năm 2012, trước khi thi đấu cho nhiều đội non-league ở Anh. Anh chuyển đến Thụy Điển năm 2014 cùng với Ånge IF, trước khi chuyển đến Gällivare Malmbergets FF và Sollefteå GIF FF năm 2015. Anh ký hợp đồng với đội bóng Whitecaps FC 2 ở United Soccer League vào ngày 10 tháng 2 năm 2016.
Ngày 20 tháng 1 năm 2019, Green gia nhập đội bóng Adelaide City ở NPL South Australia.